# Bo-taoši

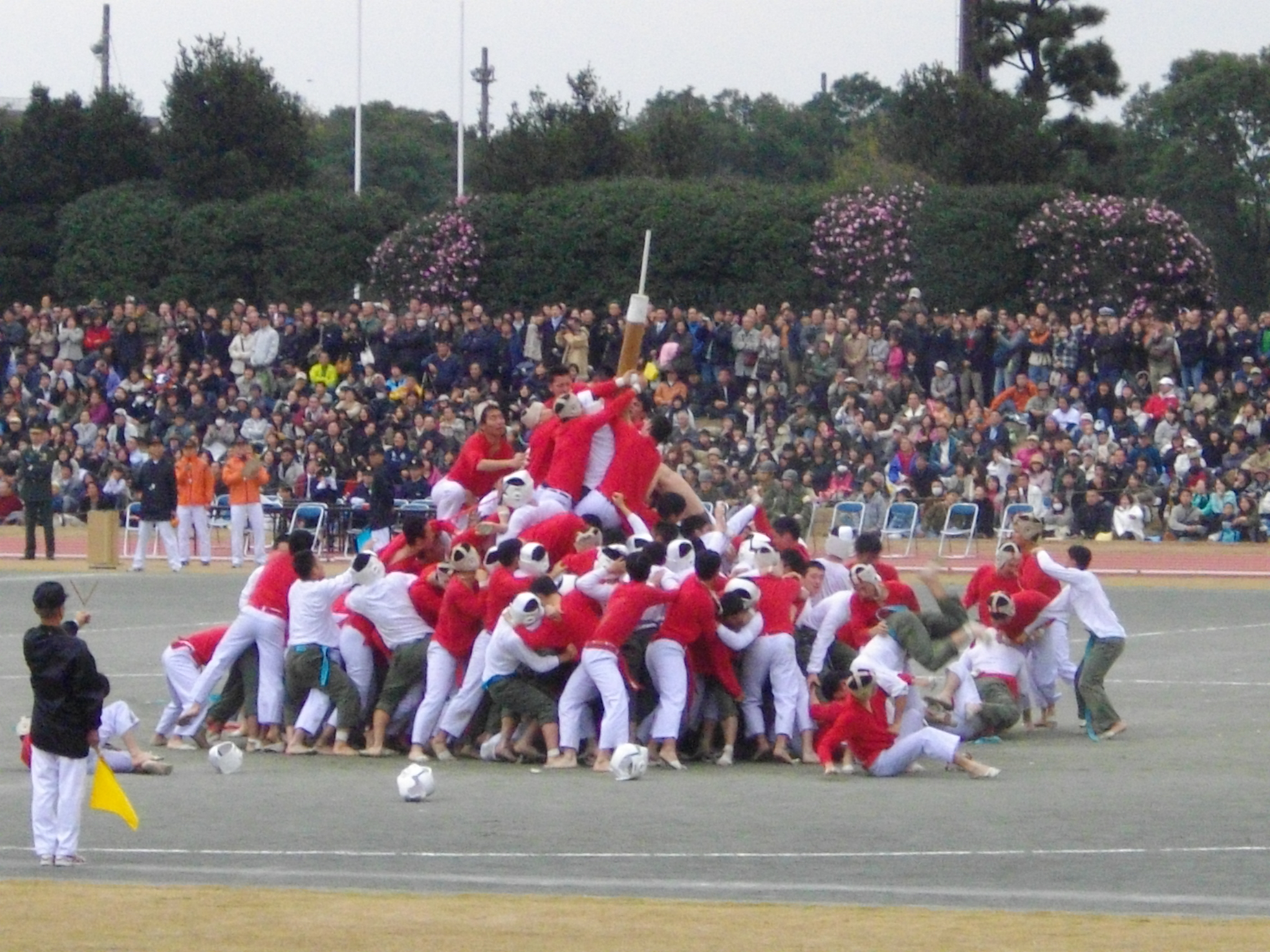
Zápas v Bo-taoši

Bo-taoši (česky shazovaná) je sportovní hra provozovaná během sportovních dnů na japonských školách. Jejím principem je shodit či sklonit 3–4 metry dlouhý stožár soupeřícího týmu a zároveň ubránit vlastní stožár před svržením.
Tradičně ji hrají kadeti na Akademii národní obrany (NDA) v Japonsku v den výročí založení školy, a tam je známá svou velikostí, protože spolu soutěží dva týmy o síle 150 hráčů.

## Pravidla
Tým se skládá ze 150 hráčů rozdělených na útočníky a obránce. Hráči útoku nosí dresy v barvě svého týmu, hráči obrany nosí bílé košile. Každý tým je rozdělen do dvou skupin po 75 útočnících a 75 obráncích. Obránci v bílém dresu začínají kolem své tyče, zatímco útočníci v barvách svého týmu zaujímají výchozí pozici v určité vzdálenosti od tyče soupeřícího týmu.
Zápas trvá 2 minuty. Tým prohrává, když je jeho tyč nakloněna do úhlu 30° vzhledem k vodorovné rovině (začíná se se stožáry postavenými kolmo, tedy v úhlu 90° vůči vodorovné rovině). Až do změny pravidel v roce 1973 stačilo k vítězství nepřátelský stožár sklonit pouze pod úhel 45° k vodorovné rovině. Rozhodčí to označí praporkem a poté vyhlásí vítěze. Pokud se tyč žádného týmu během utkání nesníží, zápas zůstává nerozhodnutý a bude se opakovat.
Je zakázáno udeřit pěstí, kopat, škrtit, tahat za hlavu a podobně nebezpečné hrubosti.